# Cantone di Alausí
Il Cantone di Alausí si trova nella Provincia del Chimborazo in Ecuador. Il capoluogo del cantone è Alausí.